# St Andrews (circonscription du Parlement d'Écosse)
St Andrews dans le Fife était un Burgh royal qui a élu un Commissaire au Parlement d'Écosse et à la Convention des États.
Après les Actes d'Union de 1707, St Andrews, Cupar, Dundee, Forfar et Perth ont formé le district de Perth, envoyant un membre à la Chambre des communes de Grande-Bretagne.

## Liste des commissaires de burgh
- 1661-63: Andrew Carstairs, doyen de la guilde [1]
- 1665 convention: Robert Lentron, provost [2]
- 1667 convention, 1669-74, 1678 convention: John Geddie de St Nicholas, provost [3]
- 1681-82, 1685-86: John Aesone, ancien provost [4]
- 1689 convention, 1689-1702: James Smith, marchand [5]
- 1702-07: Alexander Warson de Aithernie [6]